# Königshausen (Schwabmünchen)
Königshausen ist ein Ortsteil der Stadt Schwabmünchen im Landkreis Augsburg in Bayern. Der Weiler gehört zur Gemarkung Schwabegg.

## Geschichte
Der Ort wird erstmals 1408 urkundlich überliefert.
Am 1. Mai 1978 wurde Schwabegg mit Königshausen im Zuge der Gebietsreform in Bayern in die Stadt Schwabmünchen eingegliedert.